# Incr Tcl
Incr Tcl, případně [Incr Tcl] (zkráceně Itcl) je rozšíření jazyka Tcl o objektově orientované programování. Název (včetně hranatých závorek) je nápodobou použití operátoru ++ pro název jazyka C++ znamenající zvýšení hodnoty jména jazyka o jedničku. Itcl je implementováno jako balíček (package) do jazyka Tcl i jako samostatný interpret.

## Příkazy
Balíček Itcl poskytuje několik nových příkazů obsažených ve jmenném prostoru itcl. Ve verzi 4.1.1 jsou tyto příkazy:
itcl::Root
itcl::addcomponent
itcl::adddelegatedmethod
itcl::adddelegatedoption
itcl::addobjectoption
itcl::addoption
itcl::body
itcl::class
itcl::clazz
itcl::code
itcl::configbody
itcl::delete
itcl::delete_helper
itcl::ensemble
itcl::extendedclass
itcl::filter
itcl::find
itcl::finish
itcl::forward
itcl::is
itcl::local
itcl::mixin
itcl::nwidget
itcl::scope
itcl::setcomponent
itcl::type
itcl::widget
itcl::widgetadaptor

## Struktura tříd a objektů
Itcl přejalo mnoho konceptů z C++: Třída může obsahovat konstruktory, destruktor, metody a proměnné. Lze určit míru přístupu k jednotlivým členům třídy (metodám a proměnným) pomocí klíčových slov public, protected a private. Třídy mohou deklarovat (nebo bezprostředně definovat) procedury, které lze volat z třídy – není nutné vytvářet objekt této třídy (odpovídají statickým funkcím v C++ třídách). Další netypickou složkou jsou sdílené proměnné, které jsou deklarovány (nebo okamžitě inicializovány) klíčovým slovem common (odpovídají statickým proměnným v C++ třídách) – mají přístup jak k metodám třídy, tak k jejím procedurám. Nechybí ani polymorfismus . Každá třída může dědit z jiných tříd (jedné nebo více). Každá třídní metoda je v Itcl virtuální.
Itcl umožňuje (stejně jako Tcl) používání jmenných prostorů pro oddělení jmen příkazů a proměnných.

### Příklad třídy v Itcl
Příklad třídy implementující zásobník:
```
itcl
::
class
 
Stack
 
{

    
private
 
{

        
variable
 
stack
 
""

    
}

    
public
 
{

        
# Přidá prvek "arg" na vrchol zásobníku

        
method
 
push
 
{
arg
}

        
# Odstraní poslední položku z vrcholu zásobníku a vrátí ji

        
method
 
pop
 
{}

        
# Vyprázdní zásobník

        
method
 
clear
 
{}

        
# Vrátí počet prvků v zásobníku

        
method
 
count
 
{}

    
}

}

itcl
::
body
 
Stack::push
 
{
arg
}
 
{

    
lappend
 
stack
 
$arg

}

itcl
::
body
 
Stack::pop
 
{}
 
{

    
if
 
{[
count
]
 
==
 
0
}
 
{return}

    
set
 
last
 
[
lindex
 
$stack
 
end
]

    
set
 
stack
 
[
lrange
 
$stack
 
0
 
end-1
]

    
return
 
$last

}

itcl
::
body
 
Stack::clear
 
{}
 
{

    
set
 
stack
 
""

}

itcl
::
body
 
Stack::count
 
{}
 
{

    
return
 
[
llength
 
$stack
]

}

```

Tuto třídu lze používat takto:
```
Stack
 
zasobnik

zasobnik
 
push
 
"jedna"

zasobnik
 
push
 
"dva"

zasobnik
 
push
 
"tři"

puts
 
[
zasobnik
 
pop
]

puts
 
[
zasobnik
 
pop
]

puts
 
[
zasobnik
 
pop
]

```

Výstupem bude:
```
tři
dva
jedna

```

## Itcl a jazyk C
Itcl představilo inovativní řešení: Při psaní rozšíření pro Tcl na základě Itcl lze použít funkci Itcl_RegisterC(), pro „registraci” funkce napsané v jazyce C v registru Itcl. Funkci pak lze používat přímo v definici třídních metod, jejímu jménu bude v Itcl předřazen znak @. Tímto způsobem lze napsat implementaci rozšíření založenou pouze na třídě Itcl.

## Další rozšíření založená na Itcl
Mezi rozšíření založená na Itcl patří Itk (kombinace Tk a Itcl) a IWidgets (sada dalších komponent GUI založených na Itk).

## Licence
Itcl má stejně jako Tcl/Tk velmi volné licenční podmínky. Itcl lze můžete používat, kopírovat, upravovat a dokonce dále šířit bez jakéhokoli písemného souhlasu nebo licenčního poplatku za předpokladu, že veškerá upozornění o autorských právech zůstanou nedotčena. Nemůžete nárokovat vlastnictví softwaru; autoři a jejich instituce si ponechávají vlastnictví, jak je popsáno v souborech "license.terms" zahrnutých do standardní distribuce. Další informace naleznete na adrese incrtcl.sourceforge.net/itcl/copyright.html.

## Referenční příručka
Kniha Chada Smithe „Incr Tcl from the Ground Up“ je úplná referenční příručka [incr Tcl], která pokrývá základy jazyka, problémy návrhu OO, přetížení, opakované použití kódu, vícenásobnou dědičnost abstraktní základní třídy a problémy s výkonem. Navzdory svému rozsahu je uspořádána spíše výukově než encyklopedicky. Od září 2004 není v tisku.

## Budoucnost Itcl
Probíhají diskuse o tom, jak začlenit Itcl do standardního Tcl, aby vývojáři mohli volně používat objektové vlastnosti v Tcl. Začlenění Itcl do jádra Tcl by přineslo možnost typové kontroly, přístup k proměnným pomocí syntaxe objekt.proměnná a další.